# Carlos Febles
Carlos Manuel Febles (nacido el 24 de mayo de 1976 en El Seibo) es un ex segunda base dominicano que jugó en las Grandes Ligas de Béisbol para los Reales de Kansas City entre 1998 y 2003.

## Carrera

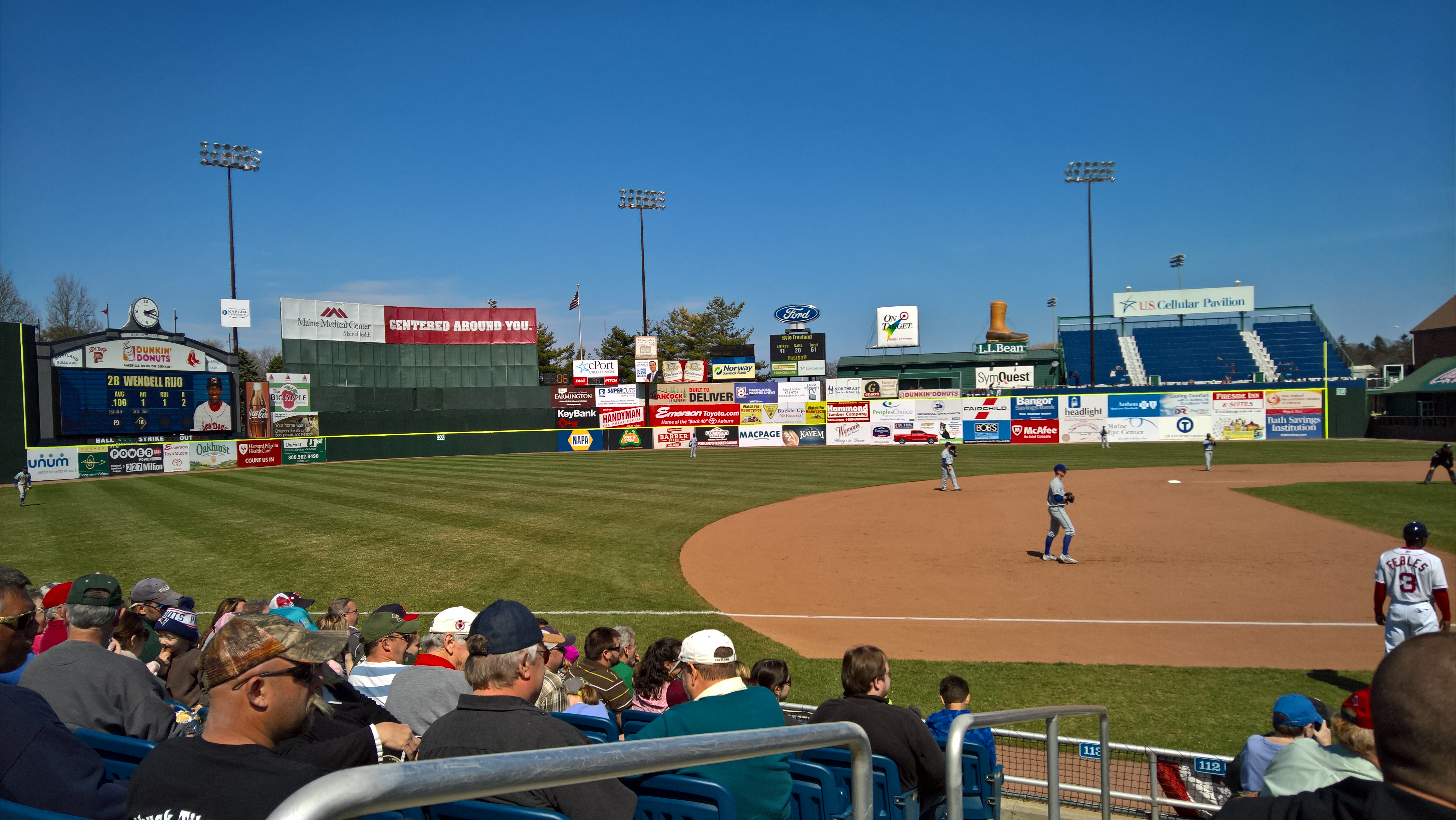
Portland Sea Dogs recibiendo a Hartford Yard Goats en Hadlock Field el 17 de abril de 2016.

Después de asistir a la escuela secundaria en la República Dominicana en La Romana, fue firmado por los Reales de Kansas City en 1993 como amateur.
Un muy promocionado prospecto a finales de 1990, Febles irrumpió en las mayores en 1999, posicionándose como un potencial candidato al Novato del Año y como uno de los mejores guantes del juego. Junto con Carlos Beltrán, se convirtió en parte de los "Dos Carlos" del equipo de Kansas City. Después de arrancar calientemente, a Febles se le enfrió el bateo, y continuó luchando en el plato para las próximas tres temporadas. No fue sino hasta 2003 que los Reales finalmente relegaron a Febles, pero no antes de haberse registrado como el tercer segunda base con más juegos en la historia de los Reales.
Febles pasó dos temporadas (2009-2010) como entrenador de bateo de los Salem Red Sox, la filial de Clase A de los Medias Rojas de Boston en la Carolina League, y en diciembre de 2010 fue nombrado mánager para 2011 de los Lowell Spinners, equipo perteneciente a la New York - Penn League.